# Pleurothyrium bracteatum
Pleurothyrium bracteatum är en lagerväxtart som beskrevs av H. van der Werff. Pleurothyrium bracteatum ingår i släktet Pleurothyrium och familjen lagerväxter. Inga underarter finns listade i Catalogue of Life.